# Alkaline Trio (álbum)
Alkaline Trio, disco autotitulado, es el tercer trabajo de la banda. Se trata de un CD que recopila canciones de sus primeros EP y caras B del período comprendido entre 1996 y 1999. Fue grabado en los Atlas Studios de Chicago y producido nuevamente por Matt Allison. Asian Man Records distribuiría este último trabajo de la banda con la discográfica indie.
«Goodbye Forever» es el sencillo que se extrajo de este álbum.

## Listado de canciones
1. «Goodbye Forever» – 2:50
2. «This Is Getting Over You» – 4:47
3. «Bleeder» – 4:30
4. «I Lied My Face Off» – 4:09
5. «My Friend Peter» – 2:14
6. «Snake Oil Tanker» – 1:22
7. «Southern Rock» – 3:04
8. «Cooking Wine» – 2:19
9. «For Your Lungs Only» – 2:26
10. «Exploding Boy» (The Cure cover) – 2:57
11. «Sun Dials» – 3:43
12. «Nose Over Tail» – 2:35
13. «'97» – 4:32

## Créditos
- Matt Skiba - cantante, guitarra
- Dan Andriano - cantante, bajo
- Mike Felumlee - batería

- Datos: Q1419727